# دونالد براون (لاعب كرة قدم كندية)
دونالد براون (بالإنجليزية: Donald Brown)‏ هو لاعب كرة قدم كندية أمريكي، ولد في 8 يوليو 1985 في مورغانتون في الولايات المتحدة.

## وصلات خارجية
- دونالد براون على موقع JustSportsStats.com (الإنجليزية)